# 林兴祖 (明朝)
林興祖（1361年—1411年），字伯禎，福建福州府福清縣人，明朝政治人物。
舉孝廉，授蓬萊縣主簿。歷當塗縣知縣，後升廣西參議，調交阯。永樂九年（1411年）回朝京師，死於路上，享年五十一歲。